# Hydropsyche ventura
Hydropsyche ventura là một loài Trichoptera trong họ Hydropsychidae. Chúng phân bố ở miền Tân bắc.